# Azərpoçt
Azərpoçt és l'empresa responsable del servei postal a l'Azerbaidjan.
Azərpoçt va ser fundada el 29 de setembre de 1999 pel Ministeri de Comunicació de l'Azerbaidjan, per ordre "Número 151" titulada "Sobre la continuació de les reformes i la millora d'una estructura en el camp de la comunicació posterior". Va substituir l'anterior "Azərpoçt İstehsalat Birliyi" (Unió de Producció d'Azərpost) que s'havia creat després de la dissolució de la Unió Soviètica el 1991. Azərpoçt es va convertir en l'operador postal nacional el 2004, i cobreix tots els territoris de l'Azerbaidjan.
Azərpoçt té 4 oficines afiliades. Es tracta de serveis de classificació i suport tècnic, correu exprés i comunicació especial. Azərpoçt té 71 sucursals. Aquests ofereixen serveis postals i alguns serveis comercials als clients a través de les oficines de correus. Hi ha unes 1.500 oficines de correus d'Azərpoçt. Estan sota la supervisió de les oficines i ofereixen principalment serveis postals.

## Serveis
- Serveis postals o de paquets tradicionals
- Serveis no tradicionals (bancs, assegurances, etc.)
- Serveis financers: pagaments electrònics (pensions, beneficis socials, transferències de diners, etc.), cobrament de pagaments (pagaments per serveis públics, impostos), dipòsits (a termini i sense termini), venda d'altres productes d'estalvi, millora del sistema de girs existents. , emissió de targetes de dèbit (a partir dels dipòsits dels clients) i data de naixement.
- Serveis de govern electrònic: emissió de diversos certificats, documents comercials i personals per part dels òrgans executius locals i centrals,
- Pagament d'impostos, drets i altres taxes als òrgans executius locals i centrals;
- Serveis electrònics de negocis, comerç electrònic, obertura de ciber-correu i adreces de correu electrònic, accés a la xarxa d'Internet, informació i bases de dades electròniques.[2]

## Història
La primera comunicació postal sistematitzada dins de les fronteres modernes de l'Azerbaidjan, va ser creada el 1501 per Ismaïl I, el primer xa safàvida de Pèrsia, per millorar l'economia, protegir el país dels enemics, així com establir un sistema de gestió d'estat sòlid i recopilar informació. de zones remotes del país.
El sistema de correu modern es va portar a l'Azerbaidjan a principis del segle XIX, quan formava part de l'Imperi Rus, i la primera oficina de correus es va obrir el 1818 a Elizavetpol (actual Gandja). La primera comunicació postal es va crear a l'Azerbaidjan l'1 de juny de 1818. Més tard, es van organitzar expedicions postals a Bakú el 1826, a Nakhtxivan el 12 de març de 1828. El 15 de juny de 1830, l'establiment de l'oficina de correus amb el primer grau en Shamakhi i Shusha tenia com a objectiu desenvolupar connexions econòmiques entre Rússia i el Caucas del Sud. Així, les primeres oficines de correu van aparèixer a l'Azerbaidjan durant la dècada de 1830 (primera classe a Shusha, Shamakhi, Bakú i Nakhtxivan, segona classe a Gandja i Quba).
L'ús del ferrocarril per lliurar articles postals entre Bakú i Tbilisi el 9 de maig de 1883 i entre Bakú i Derbent el 1900 van ser dues fites per a més desenvolupaments en el servei postal. El primer lliurament postal entre els ports del Transcaucas i l'Iran (Raixt i Astarabad) sobre el mar Càspia va tenir lloc el 1861. La comunicació postal entre Tbilisi i Julfa es va establir per donar suport al comerç de trànsit de l'Iran entre 1863 i 1972. La República Democràtica de l'Azerbaidjan (1918–1920) va establir el Ministeri de Correus i Telègrafs el 6 d'octubre de 1918. El 15 de març de 1919 es va organitzar l'intercanvi d'articles postals, girs postals, cartes valuoses i paquets entre Azerbaidjan i Geòrgia. Les relacions posteriors al telègraf entre l'Azerbaidjan i l'Iran van tenir lloc el 6 d'abril de 1920. El 28 d'abril de 1920, l'Exèrcit Roig va envair l'Azerbaidjan i el país va passar a formar part de la Unió Soviètica com a República Socialista Soviètica de l'Azerbaidjan.
Durant la Segona Guerra Mundial, per tal de desenvolupar l'economia i les condicions socials de les persones calia un augment dels serveis postals. Així, en aquell període les xarxes de comunicació postal van augmentar 9 vegades i van arribar a les 524 respecte al 1920 i 402 d'elles, el 76,7%, estaven situades als pobles.
L'any 1945 es va celebrar l'expedició postal internacional a Bakú. Aquest esdeveniment tenia com a objectiu garantir el moviment de paquets internacionals i també la seva protecció i control. El mateix any, la durada posterior al lliurament en transport aeri nacional va ser de 1042 km.
A la dècada de 1950 en comparació amb la de 1940, l'intercanvi de cartes va augmentar un 140%, els paquets un 80%, els girs postals un 237%, les publicacions periòdiques un 80% i el nombre de bústies de correus va créixer fins a 3000.
L'any 1955, la longitud total de les rutes de correus era d'uns 8668 km. La capacitat de lliurament per transport aeri va ser de 736,1 tones, per mar de 4212 tones.
L'any 1970 en comparació amb 1940, el nombre de serveis postals va augmentar 3 vegades i va ascendir a 1590 (especialment a les zones rurals 1171), el nombre de correspondència postal va augmentar 3 vegades i va consistir en 75 milions, els paquets van augmentar 2 vegades, les publicacions periòdiques 6,5 vegades, la distància de publica 3 vegades (va arribar als 20023 km), el nombre de rutes d'automòbils va augmentar 9 vegades i va arribar als 1705 mil km. Aquest procés es considera com la reducció de les rutes cavall-vagó.
El 1991, amb l'enfonsament de la Unió Soviètica, la Unió de Producció "Azerpost" va substituir l'antic sistema postal i va començar a organitzar les comunicacions postals i electricistes i a oferir serveis a l'Azerbaidjan.
"Azərpoçt" SE com a seguidor d'"Azərpoçt" PU va ser fundada per ordre del Ministeri de Comunicació de 23.09.1999, #151 "Sobre la continuació de les reformes i la millora d'una estructura en l'àmbit de la postcomunicació". Enterprise es va fundar sobre la base de "Azərpoçt" Production Union i es va convertir en el seu successor legal.

## Estructura de l'organització
- Centre de Classificació
- "Azərekspresspost" CU
- Centre Especial de Comunicació
- Centre de Suport Tècnic

"Azərpoçt" SE constava de 63 sucursals de correus, 1537 oficines de correus i 130 agències de correus.